# آدو
آدو یک فیلم درام اسپانیایی به کارگردانی سالوادور کالوو، نویسندگی آلخاندرو اِرناندس و بازیگری مصطفی أمعرو، لوئیس توسار و آلوارو سروانتس است. اولین بار فیلم در اسپانیا در ۳۱ ژانویه ۲۰۲۰ پخش شد.

## داستان
این فیلم سه داستان مربوط به مهاجرت آفریقا به اروپا را در هم آمیخته‌است. یک پسر بچه شش ساله و خواهر بزرگتر او تلاش ناامیدانه ای برای فرار از کامرون به اروپا انجام می‌دهند و در باند فرودگاه منتظر می‌مانند تا خود را داخل انبار باری هواپیما قاچاق کنند. کمی دورتر، یک فعال مبارزه با شکار غیرقانونی صحنه وحشتناک یک فیل مرده را کشف می‌کند، که عاج‌هایش برداشته شده‌است. او علاوه بر مبارزه با شکار غیرقانونی، باید با دخترش که اخیراً به آفریقا آمده نیز روبرو شود. هزاران مایل دورتر در شمال، در ملیلا، گروهی از نگهبانان با حمله گسترده آفریقایی‌های ناامید برای ورود به اسپانیا به حصار مرزی ملیلا روبرو می‌شوند.

## هنرپیشگان
- مصطفی أمعرو در نقش آدو
- لوئیس تسار در نقش گونزالو
- آلوارو سروانتس در نقش ماتئو
- آنا کاستی‌یو در نقش ساندرا
- میگل فرناندس در نقش میگل
- خسوس کاروسا در نقش جاوی
- آدام نورو در نقش ماسار
- زیدیه دیسو در نقش آلیکا
- آنا واگنر در نقش پالوما
- نورا ناباس در نقش کارمن
- ایساکا ساوادوگو در نقش کبیلا
- بلا آگوسو در نقش صفی
- جیسون بنگویتکسه آ در نقش فرمانده گارد شهری
- الیان چاگاس در نقش لکه
- کوفی گاهو در نقش نکو

## جوایز و نامزدها
| جوایز                       | دسته‌بندی                   | نامزد شده                                                        | نتایج    |
| --------------------------- | -------------------------- | ---------------------------------------------------------------- | -------- |
| سی و پنجمین دوره جوایز گویا | بهترین فیلم                | بهترین فیلم                                                      | نامزدشده |
| سی و پنجمین دوره جوایز گویا | بهترین کارگردانی           | سالوادور کالوو                                                   | برنده    |
| سی و پنجمین دوره جوایز گویا | بهترین فیلمنامه اصلی       | الخاندرو اِرناندس                                                 | نامزدشده |
| سی و پنجمین دوره جوایز گویا | بهترین بازیگر نقش مکمل مرد | آلوارو سروانتس                                                   | نامزدشده |
| سی و پنجمین دوره جوایز گویا | بهترین بازیگر جدید         | آدام نورو                                                        | برنده    |
| سی و پنجمین دوره جوایز گویا | بهترین فیلم‌برداری          | سرگئی ویلانووا                                                   | نامزدشده |
| سی و پنجمین دوره جوایز گویا | بهترین تدوین               | خائیمه کولیس                                                     | نامزدشده |
| سی و پنجمین دوره جوایز گویا | بهترین کارگردانی هنری      | سزار ماکارون                                                     | نامزدشده |
| سی و پنجمین دوره جوایز گویا | بهترین نظارت بر تولید      | آنا پارا و لوئیس فرناندس لاگو                                    | برنده    |
| سی و پنجمین دوره جوایز گویا | بهترین صداگذاری            | ادواردو اسکیده، خامایکا روئیس گارسیا، خوان فرو، نیکلاس دِ پولپیکت | برنده    |
| سی و پنجمین دوره جوایز گویا | بهترین آرایش و مدل مو      | النا کوئباس، مارا کولاسو و سرخیو لوپس                            | نامزدشده |
| سی و پنجمین دوره جوایز گویا | بهترین موسیقی فیلم         | روکه بانیوس                                                      | نامزدشده |
| سی و پنجمین دوره جوایز گویا | بهترین ترانهٔ غیر اقتباسی   | "سابابو" ساخته چریف بادوآ و روکه بائوس                           | نامزدشده |
| جایزه فروس                  | بهترین موسیقی متن          | روکه بانیوس                                                      | نامزدشده |